# Вильгельм, Карл
Карл Вильгельм (нем. Karl Wilhelm; 5 сентября 1815, Шмалькальден — 26 августа 1873, там же) — немецкий хоровой дирижёр и композитор, известный преимущественно как автор песни «Стража на Рейне».
Учился в Касселе у Луи Шпора, затем во Франкфурте-на-Майне у Иоганна Антона Андре и Алоиса Шмитта.
В 1841—1864 гг. руководил лидертафелем в Крефельде, затем возглавил хоровое общество в Шмалькальдене. Среди учеников Вильгельма, в частности, Жак Хартог.
Ставшая впоследствии знаменитой песня «Стража на Рейне» была написана Вильгельмом в 1854 г. на более ранний текст Макса Шнекенбургера и впервые исполнена его хором по случаю серебряной свадьбы принца Вильгельма (будущего императора Вильгельма I). По мере нарастания напряжённости в отношениях между Францией и Германией песня Вильгельма приобретала всё большую популярность, а с началом Франко-прусской войны стала фактически неофициальным национальным гимном. В знак признания заслуг Вильгельма ему был в 1871 году пожалован ежегодный правительственный пенсион в размере 3000 марок.